# One Million Years B.C.
One Million Years B.C. (bra: Mil Séculos Antes de Cristo; prt: Quando o Mundo Nasceu) é um filme britano-estadunidense de 1966, do gênero aventura, dirigido por Don Chaffey para a Hammer Film Productions.
Trata-se de um remake do original de 1940 One Million B.C.. Os efeitos especiais foram de Ray Harryhausen, um mestre da animação quadro a quadro (stop motion).[carece de fontes?]

## Sinopse
Tumak, um homem das cavernas caçador, é banido de sua tribo que vive na base de um vulcão, por causa de uma briga com seu pai, o animalesco líder Akoba. Vagando sem destino e correndo grandes perigos, ele acaba sendo socorrido por uma tribo com aparência nórdica, de cabelos loiros. Essa tribo vive diferente da de Tumak, pois respeita a opinião dos velhos e mulheres, além de pescar e plantar. Onde Tumak vivia, só os mais fortes contam.
Tumak conhece uma nova arma, uma lança mais eficaz, e resolve voltar com isto para a sua tribo e desafiar Akoba. A mulher Loana decide seguí-lo. Quando Tumak chega onde está sua tribo, ele percebe que seu irmão é quem se tornou o novo líder. E ele é tão brutal quanto seu pai.

## Elenco principal
| Actor           | Role    |
| --------------- | ------- |
| Raquel Welch    | Loana   |
| John Richardson | Tumak   |
| Percy Herbert   | Sakana  |
| Robert Brown    | Akhoba  |
| Martine Beswick | Nupondi |
| Jean Wladon     | Ahot    |